# Мойсишин Василь Михайлович
Васи́ль Миха́йлович Мойси́шин (нар. 11 квітня 1959 р., м. Верхнє-Дуванне, Краснодонський район, Луганська область) — український поет і науковець, доктор технічних наук, професор кафедри фізико-математичних наук Івано-Франківського національного технічного університету нафти і газу. Лауреат Державної премії України в галузі науки і техніки (2017). Дійсний член Наукового товариства ім. Шевченка (2010), академік АН Вищої школи України (2016).

## Біографія
Дитячі та шкільні роки провів у м. Калуші на Прикарпатті.
У 1982 році закінчив механіко-математичний факультет Київського державного університету ім. Тараса Шевченка, здобув фах механіка.
Після навчання працював у науково-дослідному секторі Івано-Франківського інституту нафти і газу: інженер, молодший науковий працівник, старший науковий працівник.
З 1991 р. асистент, доцент (1992), професор (1997), завідувач кафедри вищої математики ІФНТУНГ (2004—2024).
1988 р. захистив кандидатську дисертацію «Підвищення ефективності процесу буріння на основі вивчення роботи бурильної колони у свердловині», а 1996 р. — докторську дисертацію «Основи механіки бурильної колони при поглибленні свердловин роторним способом». У 2002 р. присвоєно вчене звання професора кафедри вищої математики.
2007 р. обраний головою Івано-Франківського осередку Наукового товариства ім. Шевченка.

## Науково-педагогічна та громадська діяльність
Сфера наукових інтересів — стійкість і коливання бурових систем, ліквідація аварій та ускладнень при бурінні свердловин, геомеханіка.
Розробив теоретичні основи і технічні рішення з удосконалення технологій буріння вертикальних, похило-скерованих і горизонтальних свердловин за рахунок мінімізації енергоємності процесу руйнування гірської породи. Запропонував загальну схему розв'язку рівнянь Кірхгофа-Клебша для невільної ділянки труб у свердловині довільного профілю при голономних і неголономних в'язях. Вперше отримав розв'язок загальної задачі стійкості багаторозмірної бурильної колони за натуральних граничних умовах на долоті. Розв'язав задачу про динамічну стійкість обваженого низу компонування бурильної колони з амортизатором і без нього. Розробив комплекси технічних і технологічних рішень спрямованих на підвищення ефективності: застосування механічних способів (удар, вібрація, вибух) вивільнення прихопленого бурильного інструменту, поглиблення свердловин великого діаметру суміщеним способом, буріння свердловин на морі з плавучих засобів.
Розробив методики обробки записів поглиблення свердловин шарошковими долотами та визначення енергоємності руйнування гірської породи, які дозволяють виділяти однорідні за буримістю інтервали розрізу свердловин і визначити статистичні характеристики вибірок інтегральних показників процесу буріння. Вперше разом з Богданом Борисевичем за результатами експериментальних досліджень одержав багатофакторні емпіричні моделі механічної швидкості, моментоємності та енергоємності процесу буріння. Ці результати стендових досліджень стали вагомою підставою для введення нового критерію оптимізації буріння — мінімуму енергоємності процесу руйнування гірської породи..
Професор В. Мойсишин підготував 3 докторів і 3 кандидатів наук. Входить до складу спеціалізованої вченої ради при ІФНТУНГ (з 1996 р.) по захисту дисертацій за спеціальностями «Розробка нафтових та газових родовищ» і «Буріння свердловин».
Від 2010 р. член експертної ради МОН України з питань експертизи дисертацій з розробки корисних копалин і металургії (з 2016 р. голова цієї ради).
Упродовж 2006—2015 рр. член секції гірничої  справи Комітету з Державних премій України в галузі науки і техніки.
Голова організаційного та програмного комітетів Першої (2011) та Другої (2016) Всеукраїнських наукових конференцій «Прикладні задачі математики».
Від листопада 2007 р. очолює Івано-Франківський осередок Наукового товариства ім. Шевченка (НТШ) та його механіко-математичну комісію, член Президії НТШ в Україні (2011). Засновник і головний редактор наукового журналу «Прикарпатський вісник НТШ», який з 2008 р. виходить у чотирьох серіях — «Число», «Слово», «Думка», «Пульс». Після перереєстрації серій журналу головний редактор фахового видання в царині фізико-математичних і технічних наук «Прикарпатський вісник Наукового товариства імені Шевченка. Число» (2020). Крім цього, В. Мойсишин входить до складу редколегії наукового журналу «Розвідка та розробка нафтових і газових родовищ» (у 2002—2014 рр. — відповідальний секретар). Спільно зі Степаном Пілкою та Василем Шендеровським зініціював спорудження пам'ятника видатному українському вченому, дійсному членові НТШ Іванові Пулюю в м. Івано-Франківську.
Дійсний член НТШ (комісія механіки, 2010), академік АН вищої школи України за загально-технічним відділенням (2016), академік Української нафтогазової академії (1998), член-кореспондент Академії гірничих наук України (2003).
З 2015 р. член Національної спілки письменників України, а з 2021 р. — громадської організації «Товариство письменників і журналістів».
Захоплення — гірський туризм.

## Основні праці

### Наукові та навчально-методичні праці
Василь Мойсишин — автор понад 280 наукових та навчально-методичних праць, серед яких 22 книги (з урахуванням перевидань), 12 електронних засобів навчального призначення, одне наукове відкриття, 12 патентів на винаходи, 14 інструктивних документів, а також чотирьох збірок віршів, однієї книжки прози, біля 80 добірок віршів, есеїв, публіцистичних статей у періодиці.
1. Комплексне освоєння газовугільних родовищ на основі потокових технологій буріння свердловин: монографія / В. М. Мойсишин, І. М. Наумко, В. І. Пилипець [та ін.]. — Київ: Наук. думка, 2013. — 310 с.
2. Стійкість і коливання бурильної колони: монографія / В. М. Мойсишин, Б. Д. Борисевич, Ю. Л. Гаврилів, С. А. Зінченко. — Івано-Франківськ: Лілея-НВ, 2013. — 590 с.
3. Уравнения равновесия участков бурильной колонны в скважине произвольно ориентированной в пространстве: монография / В. И. Векерик, В. М. Мойсишин. — Изд. 2-е, испр. — Ивано-Франковск: ИФНТУНГ, 2007. — 138 с.
4. Закономірність зміни напруженого стану масиву гірських порід, що знаходиться у гранично-напруженому стані, при бурінні глибоких свердловин: наук. відкриття / В. М. Мойсишин, Е. М. Барановський, С. В. Гошовський. — Диплом № 395 від 27.04.2010 р. — 2010. — 67 с.
5. Інструкція з використання бібліотеки моделювання «Оffshore Drill» для створення імітаційних моделей роботи бурової системи при поглибленні свердловин на морі / О. О. Слабий, В. М. Мойсишин. — Івано-Франківськ: ІФНТУНГ, 2016. — 73 с.
6. Свідоцтво про реєстрацію авторського права на твір № 88606. Комп'ютерна програма «Бібліотека моделювання „Offshore Drill“» / О. О. Слабий, В. М. Мойсишин. Дата реєстрації 15.05.2019.
7. Математичний аналіз. Інтегральне числення функцій декількох змінних. Елементи теорії поля: конспект лекцій / Б. С. Сікора, В. І. Горгула, С. І. Гургула, В. М. Мойсишин. — Івано-Франківськ: ІФНТУНГ, 2003. — 286 с.
8. Збірник конкурсних завдань з математики: навч. посіб. / В. М. Мойсишин, С. І. Гургула, В. І. Горгула [та ін.]. — Івано-Франківськ: ДКД, 2004. — 610 с. (2-ге вид., допов. — Івано-Франківськ: ІФНТУНГ , 2010. — 625 с.)
9. Математика: зб. тест. завдань для абітурієнтів / В. М. Мойсишин, С. І. Гургула, М. М. Осипчук [та ін.]; за заг. ред. В. М. Мойсишина. Івано-Франківськ: Факел, 2005. — 444 с. (за 2005—2010 рр. сім видань)
10. Лабораторний практикум з вищої математики: навч. посіб. / В. М. Мойсишин, Л. І. Камаєва, І. М. Гураль [та ін.]. — Івано-Франківськ: ІФНТУНГ, 2007. — 242 с.
11. Тестові завдання з вищої математики: навч. посіб. / С. І. Гургула, В. М. Мойсишин, В. О. Воробйова [та ін.]; за ред.: С. І. Гургули, В. М. Мойсишина. — Івано-Франківськ: Факел, 2008. — 737 с.
12. Вступ до математичного аналізу: навч. посіб. / В. М. Мойсишин, Б. С. Сікора, Т. Г. Лавинюкова. — Івано-Франківськ: ІФНТУНГ, 2010. — 162 с.
13. Збірник завдань для розрахункових робіт з вищої математики: навч. посіб. / С. І. Гургула, В. М. Мойсишин, С. С. Гулька [та ін.]. — Івано-Франківськ: ІФНТУНГ, 2010. — 451 с.
14. Практикум з вищої математики. Частина 1: навч. посіб. / В. М. Мойсишин, Я. І. Савчук, А. І. Бандура [та ін.].; За ред. В. М. Мойсишина, Я. І. Савчука. — Івано-Франківськ: ІФНТУНГ, 2022. — 623 с.
15. Практикум з вищої математики. Частина 2: навч. посіб. / В. М. Мойсишин, Я. І. Савчук, А. І. Бандура [та ін.].; За ред. В. М. Мойсишина, Я. І. Савчука. — Івано-Франківськ: ІФНТУНГ, 2022. — 658 с.

### Літературні твори
1. Тірас: поезії / В.Мойсишин. — Івано-Франківськ: Лілея-НВ, 2000. — 92 с.
2. Бескид: поезії / В.Мойсишин. — Івано-Франківськ: Лілея-НВ, 2006. — 94 с.
3. Коло: поезії / В.Мойсишин. — Івано-Франківськ: Лілея-НВ, 2013. — 159 с.
4. Матерія: поезії / В.Мойсишин. — Івано-Франківськ: Лілея-НВ, 2020. — 160 с.
5. Мандрівні есеї / В.Мойсишин. — Івано-Франківськ: Лілея-НВ, 2023. — 192 с.

## Відзнаки і нагороди
- Лауреат Державної премії України в галузі науки і техніки за роботу «Науково-технологічні засоби та методи забезпечення енергетичної незалежності України» (2017);
- Нагрудний знак МОН України «Відмінник освіти» (2014);
- Срібна медаль імені П. Л. Капіци за наукове відкриття «Закономірність зміни напруженого стану масиву гірських порід, що знаходиться у гранично-напруженому стані, при бурінні глибоких свердловин»[1][2] (2010);
- Медаль Національної спілки письменників України "Почесна відзнака" (2016);
- Медаль та диплом Івано-Франківської ОДА та Івано-Франківської обласної ради «Кращий науковець року» (2012);
- Івано-Франківська обласна педагогічна премія імені Мирослава Стельмаховича (2019);
- Івано-Франківська обласна літературна премія імені Василя Стефаника за книжку віршів «Матерія» (2022).
- Івано-Франківська міська премія імені Івана Франка в номінації «Література» за книжку «Мандрівні есеї» (2024).